# Analiza matematyczna

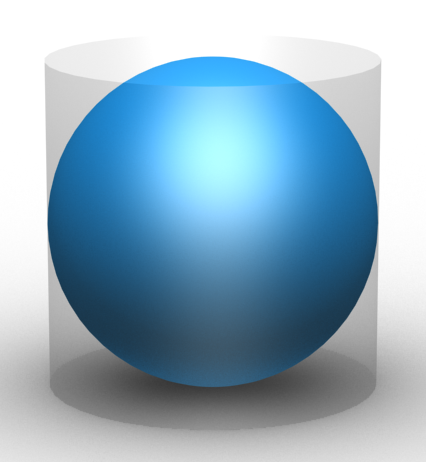
Pojęcie granicy umożliwiło Archimedesowi obliczyć pole powierzchni sfery, a przez to też objętość kuli.

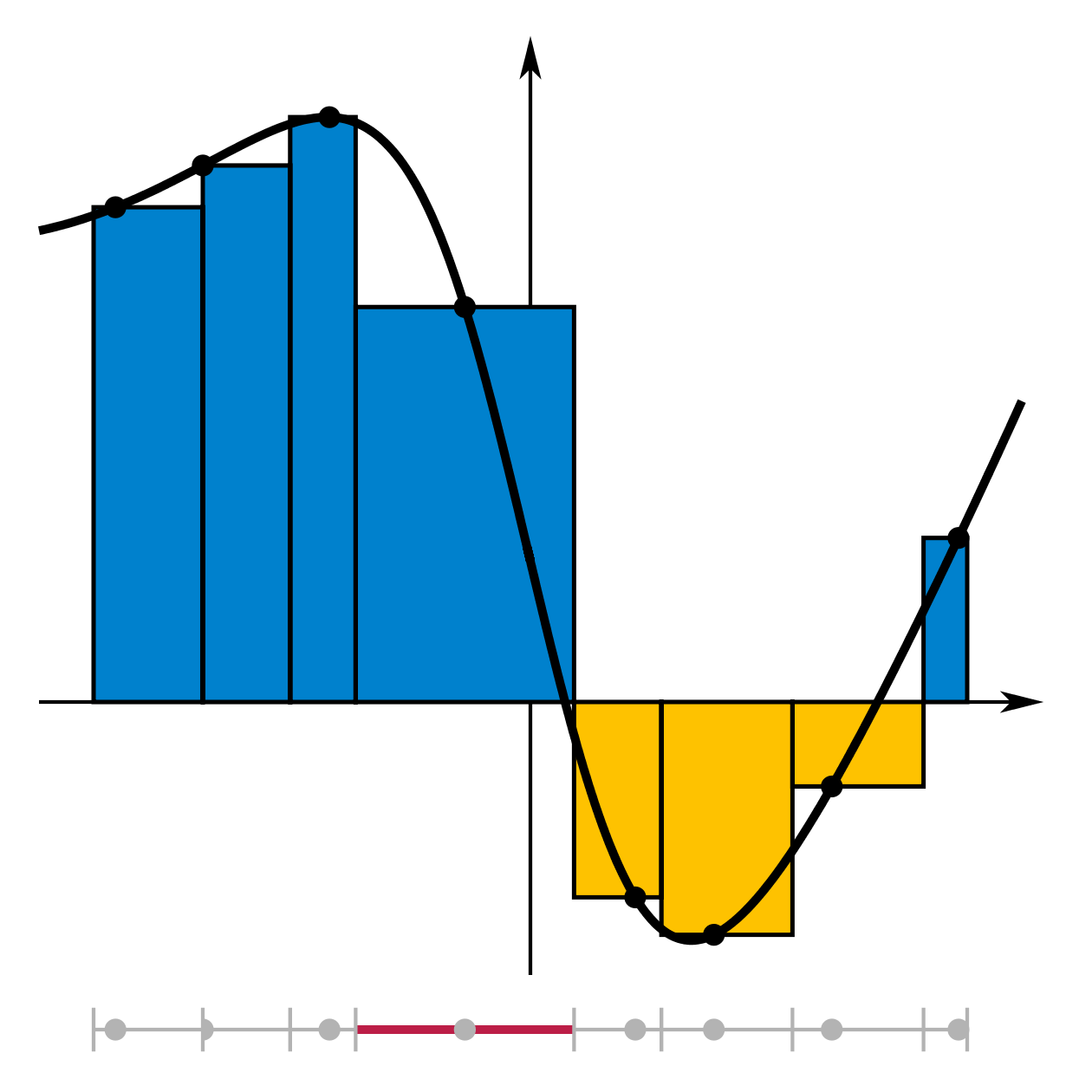
Przykład sumy Riemanna przybliżającej całkę Riemanna

Analiza matematyczna – jeden z głównych działów nowożytnej matematyki, zaliczany do matematyki wyższej. Analiza to zespół różnych dyscyplin, które łączy użycie pojęcia granicy do badania funkcji o wartościach rzeczywistych i uogólnień tych funkcji. Podstawowe, charakterystyczne problemy rozwiązywane przez tę dziedzinę to m.in. obliczanie granic ciągów, w szczególności działań nieskończonych jak sumy szeregów, m.in. w celu obliczania miar jak długości krzywych, pola powierzchni, objętości czy prawdopodobieństwa. Z czasem pojęcie granicy zastosowano też do innych zagadnień jak badania ekstremów funkcji i znajdowanie asymptot ich wykresów. Przez uniwersalność pojęcia funkcji analiza:
- rozwiązuje problemy wielu dziedzin matematyki i innych nauk ścisłych;
- postawiła wiele nietrywialnych pytań;
- wprowadziła nowe pojęcia stosowane poza nią, np. zbiór otwarty i funkcja ciągła.

Rozwój analizy trwa nieprzerwanie od setek lat, przez całą nowożytność. Pojęcia i metody bliskie tej dziedzinie stosował już Archimedes z Syrakuz w III w. p.n.e. (metoda wyczerpywania), jednak za początek analizy jako samodzielnej dyscypliny przyjmuje się wiek XVII. Wtedy Isaac Newton i Gottfried Wilhelm Leibniz rozważali jej podstawowe pojęcia jak pochodna, całka i związek między nimi – zasadnicze twierdzenie analizy (twierdzenie Newtona–Leibniza). Od tego czasu ten rachunek różniczkowo-całkowy wielorako kontynuowano – udało się:
- obliczyć wiele całek nieoznaczonych,
- rozwiązać podobne problemy równań różniczkowych zwyczajnych,
- rozwinąć metody numeryczne rozmaitych przybliżeń,
- zasadzić analizę na ścisłym fundamencie – tak powstała analiza rzeczywista.

Równolegle rozwinięto inne dziedziny jak rachunek wariacyjny, równania różniczkowe cząstkowe, analiza zespolona czy harmoniczna. Powstałe w analizie pojęcie ciągłości zapoczątkowało topologię, która stała się samodzielną, odrębną dyscypliną.
Analiza oddziałuje wzajemnie z innymi działami matematyki:
- wyłoniła się z ilościowych badań w geometrii, rozwiązała w niej wiele problemów tego typu i przyczyniła się do wyklarowania jej pojęć. Formalizująca całkę teoria miary pozwoliła zdefiniować takie wielkości jak długość linii, pole powierzchni czy objętość, a potomna względem analizy topologia uściśliła pojęcie krzywej. Analiza poszerzyła też sam zakres badań geometrii; niektóre figury – zwłaszcza fraktale – są definiowane przez granice i zbieżność, a w XIX wieku geometria różniczkowa wprowadziła przestrzenie Riemanna. Z drugiej strony wpływ geometrii na analizę nie ograniczył się do genezy; w XX wieku idee geometryczne i algebraiczne stworzyły analizę funkcjonalną – przestrzenie funkcyjne stanowią uogólnienie klasycznej przestrzeni euklidesowej, a przestrzenie Hilberta są zdefiniowane przez iloczyn skalarny wywodzący się z geometrii analitycznej dwu- i trójwymiarowych wektorów;
- z analizy korzysta też teoria liczb – najpóźniej w XIX wieku powstała analityczna teoria liczb;
- niektóre pojęcia analizy jak pochodna zostały zastosowane w algebrze do badań wielomianów, w oderwaniu od pierwotnego znaczenia i kontekstu, a zasadnicze twierdzenie algebry jest dowodzone analitycznie;
- teoria miary stała się teoretyczną podstawą probabilistyki, a przez to statystyki matematycznej i różnych zastosowań matematyki w naukach empirycznych;
- analiza była też bodźcem do rozwoju teorii mnogości i innych podstaw matematyki; pojawiający się w nich aksjomat wyboru jest istotny w dowodzeniu podstawowych faktów analizy, a wynikający zeń paradoks Banacha-Tarskiego dotyczy teorii miary.

Analiza matematyczna to fundament nowożytnej fizyki – podstawowe prawa fizyki jak równania ruchu czy pól fizycznych są formułowane przez równania różniczkowe lub zasady wariacyjne. Przez ten ścisły związek fizyka stymulowała rozwój analizy, czasem otwierając jej nowe dziedziny jak teoria dystrybucji. Analizą zajmowali się najwybitniejsi matematycy wszech czasów – nie tylko Archimedes, Newton i Leibniz, ale również Leonhard Euler, Joseph Louis Lagrange, Pierre Laplace, Joseph Fourier, Carl Friedrich Gauss, Augustin Louis Cauchy, Bernhard Riemann, Karl Weierstraß, David Hilbert i inni. W XX wieku powstały czasopisma badawcze poświęcone w całości analizie lub nawet jej konkretnym dziedzinom, np. polskie „Studia Mathematica” – analizie funkcjonalnej.

## Ewolucja

### Przed XVII wiekiem

Archimedes użył tzw. metody wyczerpywania do obliczenia powierzchni koła: obliczał powierzchnie wielokątów foremnych z coraz to większą liczbą boków. Jest to pierwszy znany przykład obliczania granicy, jednego z podstawowych pojęć analizy matematycznej.

Kwestie związane z granicami trapiły już filozofów przedsokratejskich, zwłaszcza eleatów. Paradoksy Zenona z Elei wyrażają m.in. fakt zbieżności nieskończonego szeregu oraz podnoszą kwestię tego, czy ruch składa się z chwilowych spoczynków – na co później odpowiedziano negatywnie, za sprawą pojęcia prędkości chwilowej.
Rozumowania oparte na przejściach granicznych skutecznie stosował Archimedes z Syrakuz, obliczając tak m.in.:
- pole powierzchni koła;
- przybliżenie liczby pi (π);
- pole powierzchni sfery;
- objętość kuli.

W okresie hellenistycznym metody te rozwijał Pappus z Aleksandrii – twierdzenia Pappusa-Guldina opisują pola powierzchni i objętości ogólnych brył obrotowych. Równolegle do matematyków greckich tworzył Liu Hui, który w III w. n.e. metodą podobną do tej Archimedesa obliczył przybliżenie pi z wyższą dokładnością.

### XVII wiek

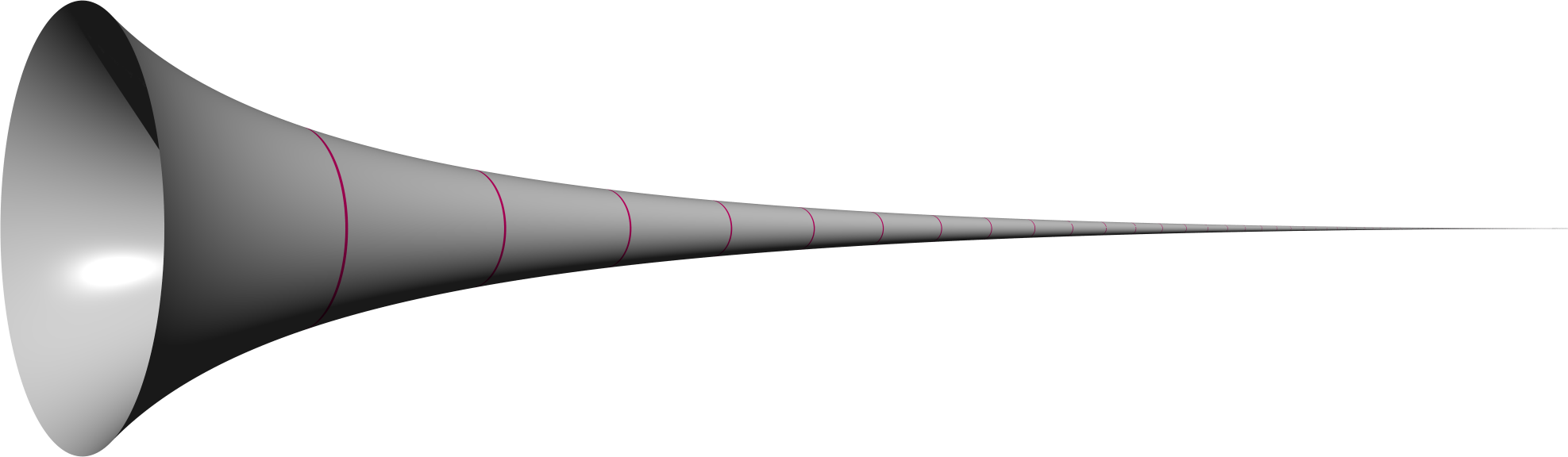
Róg Gabriela – figura o nieskończonym polu powierzchni przy skończonej (ograniczonej) objętości

Początki właściwej analizy matematycznej przyszły z początkiem XVII wieku. Wtedy obejmowała ona jedynie to, co później nazwano rachunkiem różniczkowym i całkowym. Jej rozwój zainicjowały prace Leibniza i Newtona. Oprócz twierdzenia Newtona–Leibniza znane wtedy były też:
- szereg Taylora;
- twierdzenie Rolle’a;
- rozbieżność szeregu harmonicznego;
- reguła de l’Hospitala;
- kryterium Leibniza zbieżności szeregów;
- wzór Wallisa;
- paradoks rogu Gabriela (trąbki Torricellego);
- zasada Cavalieriego;
- podstawowe metody numeryczne;
- podstawy poddziedziny analizy, jaką jest rachunek wariacyjny – postawiono wtedy i rozwiązano problem brachistochrony.

### XVIII wiek

Trójwymiarowy wykres przykładowej funkcji dwóch zmiennych rzeczywistych

Wiek XVIII to kontynuacja wcześniejszego kierunku badań, zwłaszcza za sprawą Leonharda Eulera, Joseph Louis Lagrange’a i Jeana le Ronda d’Alemberta. Ten pierwszy między innymi:
- wykazał metodami analitycznymi wzór Eulera na eksponens liczby urojonej;
- rozwiązał przykładowe zagadnienie Plateau i problem bazylejski.

Lagrange jest za to wiązany z twierdzeniem o wartości średniej dającym pewien fundament szeregom Taylora. Obaj uczeni są upamiętnieni nazwami równań Eulera-Lagrange’a w rachunku wariacyjnym, np. w stworzonej przez Lagrange’a mechanice analitycznej. Oprócz tego d’Alembert:
- zapoczątkował teorię równań cząstkowych – konkretniej ich hiperbolicznej odmiany jak klasyczne równanie falowe;
- podał jedno z kryteriów zbieżności ciągów i szeregów (kryterium d’Alemberta).

### XIX wiek

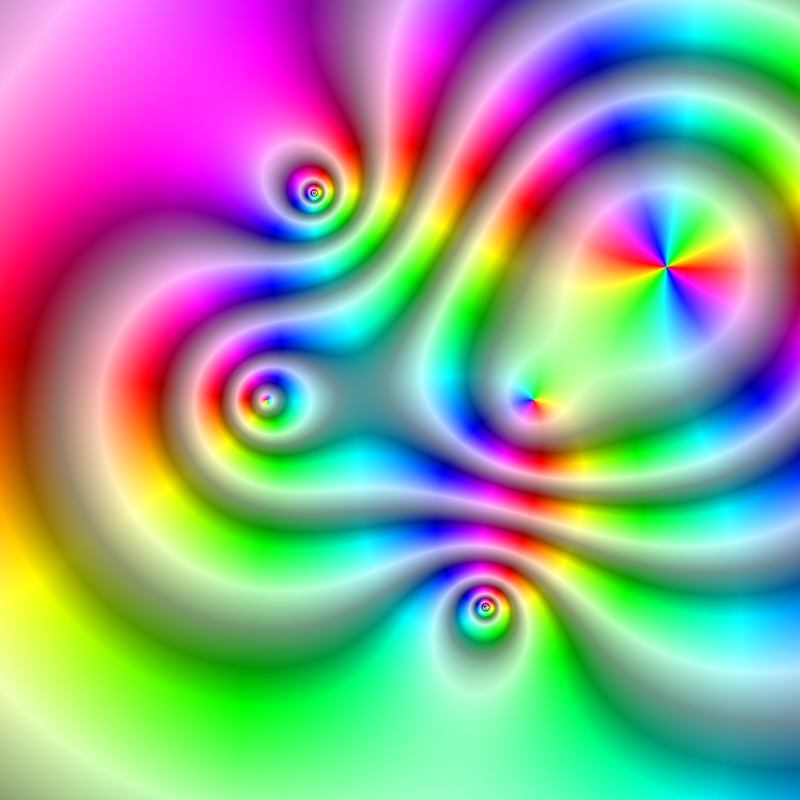
Płaski wykres przykładowej funkcji zmiennej zespolonej

Na początku XIX wieku Pierre Laplace i Siméon Denis Poisson kontynuowali badania równań różniczkowych, m.in. metodami operatorów różniczkowych i transformat całkowych; tworzyli tak podwaliny klasycznej teorii potencjału. Następnie pojawiły się początki pojęciowego rygoru – Bernard Bolzano, Augustin Louis Cauchy i Karl Weierstraß zdefiniowali ściśle granice ciągów, a Bernhard Riemann – całkę oznaczoną, w tej postaci nazwanej całką Riemanna. Tamto stulecie otworzyło również nowe poddziedziny analizy:
- Cauchy zapoczątkował analizę zespoloną;
- Jean Baptiste Joseph Fourier opisał podstawy analizy harmonicznej;
- Riemann zrewolucjonizował geometrię różniczkową, wprowadzając przestrzenie Riemanna – wychodząc poza paradygmat euklidesowy;
- Gibbs i Heaviside uprościli wcześniejsze obliczenia na kwaternionach, m.in. na potrzeby równań Maxwella; był to początek analizy wektorowej i późniejszej teorii form różniczkowych.

Henri Poincaré, Camille Jordan, Georg Cantor i inni na gruncie analizy zbudowali też podstawy topologii. W tym samym stuleciu pojawiły się też zastosowania analizy do najstarszej dziedziny matematyki – podstawy analitycznej teorii liczb.

### XX wiek

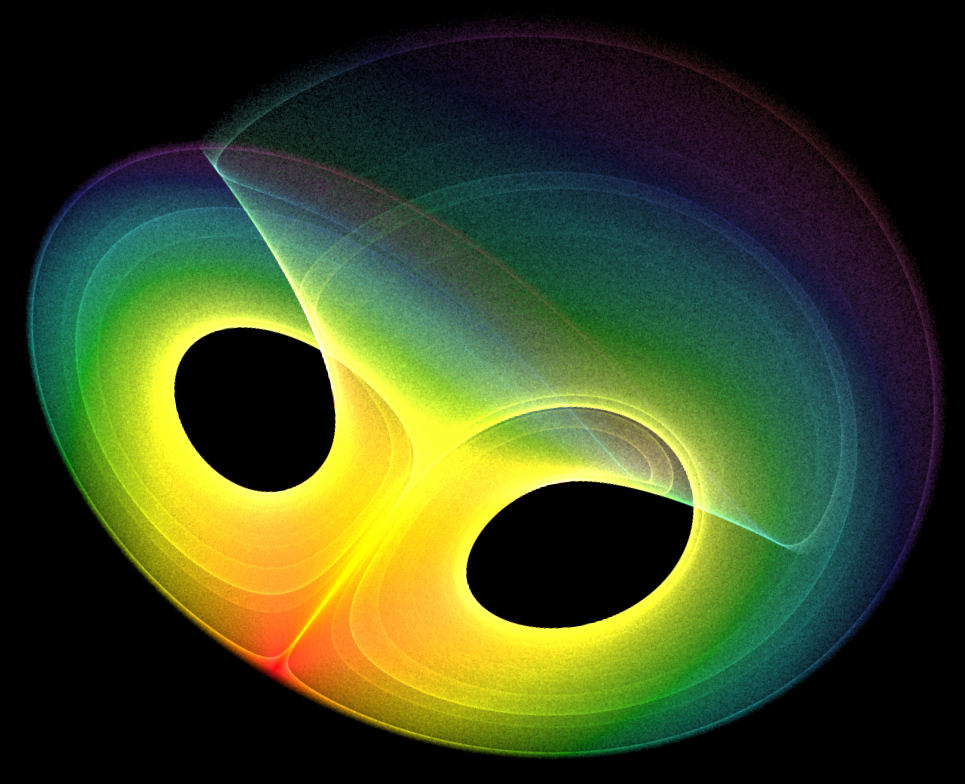
Wizualizacja atraktora Lorenza związanego z równaniami różniczkowymi opisującymi układy dynamiczne

W XX wieku pojawiły się dalsze dziedziny analizy, przede wszystkim:
- Henri Poincaré przez badania mechaniki nieba rozwinął teorię układów dynamicznych, która zrodziła teorię ergodyczną, chaosu i katastrof;
- Henri Lebesgue swoim uogólnieniem całki Riemanna – na szerszą klasę funkcji – zapoczątkował teorię miary;
- David Hilbert i jego kontynuatorzy – jak Hugo Steinhaus, Stefan Banach i reszta lwowskiej szkoły matematycznej – rozważali przestrzenie funkcyjne, tworząc analizę funkcjonalną;
- Laurent Schwartz przedstawił teorię dystrybucji – uściśliło to funkcje uogólnione jak delta Diraca, wcześniej rozważane nieformalnie na potrzeby fizyki;
- Abraham Robinson w II połowie stulecia wprowadził liczby hiperrzeczywiste, formalizujące koncepcję infinitezymali („nieskończenie małych”) obecną u Leibniza. Powstała tak analiza niestandardowa pozostała w pewnej niszy.

### XXI wiek
Wśród problemów milenijnych znalazły się co najmniej dwa należące do szeroko rozumianej analizy:
- równania Naviera-Stokesa,
- hipoteza Riemanna.

W 2024 roku oba pozostają nierozwiązane.

## Analiza a inne dziedziny

Paradoks Banacha-Tarskiego – zaskakująca konsekwencja pewnika wyboru w teorii miary

Analiza korzysta z innych dyscyplin, w pewnym sensie bardziej fundamentalnych jak:
- teoria mnogości – wykazano, że aksjomat wyboru ma znaczące konsekwencje dla analizy, w tym bardzo nieintuicyjne, a przez to dyskusyjne implikacje dla teorii miary jak paradoks podwojenia kuli;
- topologia – analiza posługuje się jej podstawowymi pojęciami;
- algebra, zwłaszcza liniowa, choć badania równań różniczkowych cząstkowych korzystały też z teorii grup Liego[potrzebny przypis].

Geometria różniczkowa zatryumfowała w topologii – na tej dziedzinie geometrii opiera się hipoteza Thurstona, która pozwoliła udowodnić hipotezę Poincarégo w topologii algebraicznej.

## Nowe działy matematyki
W miarę rozwiązywania kolejnych problemów stawianych przez analizę matematyczną powstawały zupełnie nowe działy matematyki, które dziś wchodzą w skład analizy:
- algebry Banacha i analiza harmoniczna,
- analiza funkcjonalna,
- funkcje specjalne,
- funkcje zmiennej zespolonej (jednej zmiennej),
- funkcje zespolone wielu zmiennych,
- rachunek wariacyjny,
- rozmaitości różniczkowalne,
- równania całkowe,
  - przekształcenie Mellina,
- równania różniczkowe cząstkowe,
- równania różniczkowe zwyczajne,
- teoria dystrybucji,
- teoria form różniczkowych,
- teoria miary i całki,
- teoria reprezentacji grup Liego,
- teoria szeregów ortogonalnych,
- układy dynamiczne i ergodyczność.

Historycznie jako dziedzinę analizy wyróżniano też „teorię funkcji” badającą funkcje rzeczywiste i zespolone, jednej lub wielu zmiennych.

## Uczeni
Analizie matematycznej przysłużyli się między innymi:

- Archimedes z Syrakuz (287–212 p.n.e.)
- John Wallis (1616–1703)
- Pietro Mengoli (1626–1686)
- Isaac Barrow (1630–1677)
- James Gregory (1638–1675)
- Isaac Newton (1643–1727)
- Gottfried Wilhelm Leibniz (1646–1716)
- Michel Rolle (1652–1719)
- Guillaume François Antoine de l’Hospital (1661–1704)
- Johann Bernoulli (1667–1748)
- Brook Taylor (1685–1731)
- Leonhard Euler (1707–1783)
- Jean le Rond d’Alembert (1717–1783)
- Joseph Louis Lagrange (1736–1813)
- Pierre Laplace (1749–1827)
- Jean Baptiste Joseph Fourier (1768–1830)
- Carl Friedrich Gauss (1777–1855)
- Siméon Denis Poisson (1781–1840)
- Bernard Bolzano (1781–1848)
- Augustin Louis Cauchy (1789–1857)
- George Green (1793–1841)
- Michaił Ostrogradski (1801–1862)
- Niels Henrik Abel (1802–1829)
- Wiktor Buniakowski (1804–1889)
- Peter Gustav Lejeune Dirichlet (1805–1859)
- Karl Weierstraß (1815–1897)
- George Gabriel Stokes (1819–1903)
- Heinrich Eduard Heine (1821–1881)
- Bernhard Riemann (1826–1866)
- Rudolf Lipschitz (1832–1903)
- Jean Gaston Darboux (1842–1917)
- Hermann Schwarz (1843–1921)
- David Hilbert (1862–1943)
- Henri Lebesgue (1872–1941)
- Maurice Fréchet (1878–1973)
- Guido Fubini (1879–1843)
- Laurent Schwartz (1915–2002)

## Analiza matematyczna w Polsce

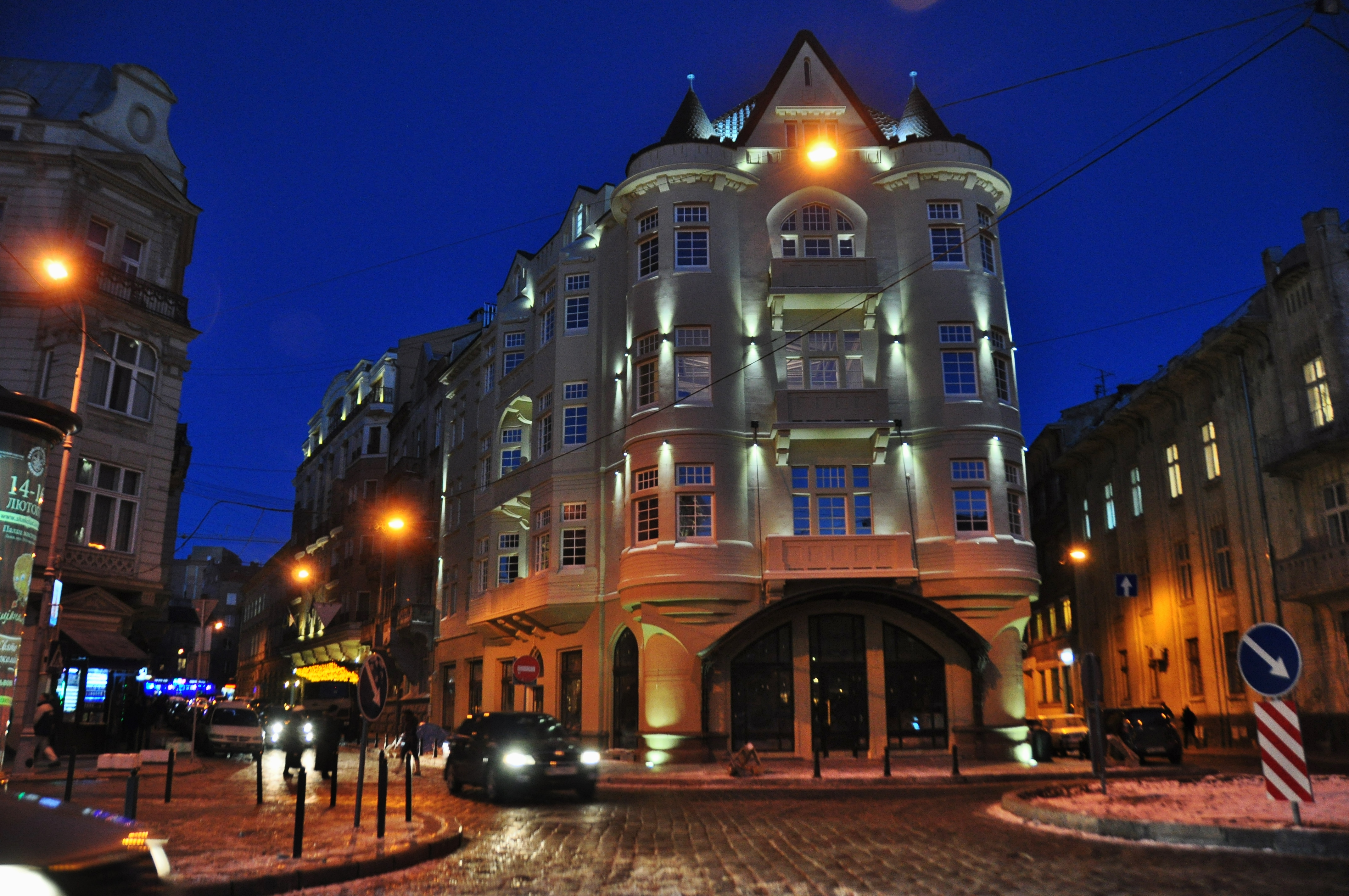
Lwowski budynek, w którym znajdowała się Kawiarnia Szkocka – ośrodek rozwoju m.in. analizy funkcjonalnej

Analizą zajmowali się też matematycy związani z Polską:
- Józef Maria Hoene-Wroński badał równania różniczkowe zwyczajne, a jego wkład honoruje nazwa wrońskianu;
- Polska szkoła matematyczna badała różne obszary analizy i pokrewnych, „sąsiednich” dziedzin matematyki:
  - szkoła krakowska badała klasyczny temat równań różniczkowych;
  - szkoła lwowska rozwijała nową wówczas analizę funkcjonalną;
  - w szkole warszawskiej analiza nie dominowała, jednak przeważająca tam topologia stanowi fundament dla analizy, a przedstawiciele tej szkoły jak Wacław Sierpiński publikowali na temat funkcji rzeczywistych.

Oprócz tego Franz Mertens – czasem zaliczany do grona uczonych polskich – badał analityczne aspekty teorii liczb. Inny polski przedstawiciel tego pogranicza dziedzin to Henryk Iwaniec, związany zawodowo z USA.